# Dood water
Dood water is een Nederlandse geluidsfilm uit 1934. De film is gedraaid in zwart-wit en heeft als alternatieve titel Storm over den Afsluitdijk. De productie was in handen van de Nederlandsche Filmgemeenschap; de distributie was ondergebracht bij Metro-Goldwyn-Mayer.
Toen de film uitkwam dachten de journalisten aan een opvolger of zelfs een kopie van de film Terra Nova (1932), die verloren zou zijn gegaan in een brand na de persvoorstelling in 1932. Toch is het verhaal anders, maar hetzelfde thema wordt aangesneden, dat van de Afsluitdijk.

## Verhaal
Er heerst een conflict tussen de jonge en oude vissers, over de Zuiderzeevangst. Als de Afsluitdijk gesloten is, wordt er gesproken over dood water en dat het niet meer zal worden zoals het was. Wanhopig proberen de vissers met spaden en zelfs explosieven de dijk op te blazen. Hoofdpersoon Willem de Geus (Jan Musch) overlijdt tijdens een explosie bij de Afsluitdijk.

## Rolverdeling
| Acteur               | Personage      |
| -------------------- | -------------- |
| Jan Musch            | Willem de Geus |
| Theo de Maal         | Jaap de Meeuw  |
| Bets Ranucci-Beckman | Aaf de Meeuw   |
| Arnold Marle         | Dirk Brak      |
| Max Croiset          | Jan Brak       |
| Helga Gogh           | Maartje Brak   |

## Prijs
- Coppa Istituto Luce op het filmfestival van Venetië (1934), voor de cinematografie van Andor von Barsy.